# Bredene Koksijde Classic 2021
La Bredene Koksijde Classic 2021 fou la 10a edició de la Bredene Koksijde Classic. La cursa es disputà el 19 de març de 2021 a la província de Flandes Occidental, a Bèlgica. La cursa forma part del calendari UCI ProSeries 2021 amb una categoria 1.Pro. Fou guanyada pel belga Tim Merlier de l'equip Alpecin-Fenix. El podi fou completat pel danès Mads Pedersen (Trek-Segafredo) i el francès Florian Sénéchal (Deceuninck-Quick Step).

## Equips
A la cursa prenen part 25 equips: dotze WorldTeams, deu UCI ProTeams i tres equip continental:
| WorldTeams (12)- Bora-Hansgrohe - Ineos Grenadiers - Lotto Soudal - Deceuninck-Quick Step - Qhubeka Assos - Cofidis - Israel Start-Up Nation - Trek-Segafredo - UAE Team Emirates - Team DSM - Groupama-FDJ - Intermarché-Wanty-Gobert Matériaux ProTeams (10)- Alpecin-Fenix - Arkéa-Samsic - Delko - Total Direct Énergie - Bardiani CSF Faizanè - Sport Vlaanderen-Baloise - B&B Hotels p/b KTM - Bingoal-WB - Uno-X Pro Cycling Team - Vini Zabù Equips continentals (3)- Xelliss-Roubaix Lille Métropole - BEAT Cycling - Tarteletto-Isorex |
| |

## Classificació final
| \| Classificació general \| Classificació general \| Classificació general \| Classificació general \| Classificació general \| \| Corredor \| Corredor \| Equip \| Temps \| \| \| --------------------- \| --------------------- \| ---------------------- \| --------------------- \| --------------------- \| \| 1r \| Tim Merlier \| Alpecin-Fenix \| 4h 12' 43" \| \| \| 2n \| Mads Pedersen \| Trek-Segafredo \| + 0" \| \| \| 3r \| Florian Sénéchal \| Deceuninck-Quick Step \| + 0" \| \| \| 4t \| Tom Van Asbroeck \| Israel Start-Up Nation \| + 0" \| \| \| 5è \| Eduard-Michael Grosu \| Delko \| + 0" \| \| \| 6è \| Stanisław Aniołkowski \| Bingoal-WB \| + 0" \| \| \| 7è \| Max Walscheid \| Qhubeka Assos \| + 0" \| \| \| 8è \| Bram Welten \| Arkéa-Samsic \| + 0" \| \| \| 9è \| Nils Politt \| Bora-Hansgrohe \| + 0" \| \| \| 10è \| Cyril Lemoine \| B&B Hotels p/b KTM \| + 0" \| \| |                       |                        |            |
| |                       |                        |            |
| Font: ProCyclingStats |                       |                        |            |
| Classificació general |                       |                        |            |
| Corredor | Corredor              | Equip                  | Temps      |
| 1r | Tim Merlier           | Alpecin-Fenix          | 4h 12' 43" |
| 2n | Mads Pedersen         | Trek-Segafredo         | + 0"       |
| 3r | Florian Sénéchal      | Deceuninck-Quick Step  | + 0"       |
| 4t | Tom Van Asbroeck      | Israel Start-Up Nation | + 0"       |
| 5è | Eduard-Michael Grosu  | Delko                  | + 0"       |
| 6è | Stanisław Aniołkowski | Bingoal-WB             | + 0"       |
| 7è | Max Walscheid         | Qhubeka Assos          | + 0"       |
| 8è | Bram Welten           | Arkéa-Samsic           | + 0"       |
| 9è | Nils Politt           | Bora-Hansgrohe         | + 0"       |
| 10è | Cyril Lemoine         | B&B Hotels p/b KTM     | + 0"       |